# Friedrich Wilhelm Klose (Mediziner)
Friedrich Wilhelm Klose († um 1775; auch: Kloss oder Kloß) war von 1737 bis 1755 Stadtarzt in Heilbronn, ab spätestens 1751 Hofrat und ab 1755 baden-durlachscher Leibarzt.
Klose besetzte am 1. August 1737 die zuvor zwei Jahre vakante erste Physikatsstelle der Stadt Heilbronn und wurde wenige Tage später vereidigt. 1738 erhielt er das Bürgerrecht und war Besitzer des Trappenseeguts. Vor allem aus den ersten Jahren als Stadtarzt sind mehrere Beschwerden gegen Klose wegen Vernachlässigung seiner Pflichten überliefert. Unbekannte warfen ihm mehrmals Fensterscheiben ein. Von 1751 an wird er mit dem Titel eines Hofrats erwähnt. 1755 wechselte er als Leibarzt zum Markgrafen von Baden-Durlach.